# Sertularia flexilis
Sertularia flexilis is een hydroïdpoliep uit de familie Sertulariidae. De poliep komt uit het geslacht Sertularia. Sertularia flexilis werd in 1879 voor het eerst wetenschappelijk beschreven door Thompson. 